# Lithosia dives
Lithosia dives är en fjärilsart som beskrevs av Butler 1877. Lithosia dives ingår i släktet Lithosia och familjen björnspinnare. Inga underarter finns listade i Catalogue of Life.